# Xã Deep River, Michigan
Xã Deep River (tiếng Anh: Deep River Township) là một xã thuộc quận Arenac, tiểu bang Michigan, Hoa Kỳ. Năm 2010, dân số của xã này là 2.149 người.